# Promising Young Woman
Promising Young Woman ist ein Thriller von Emerald Fennell, der im Januar 2020 beim Sundance Film Festival seine Premiere feierte. Im Rahmen der Oscarverleihung 2021 erhielt der Film fünf Nominierungen und wurde für das beste Originaldrehbuch ausgezeichnet. Der Film erschien am 13. Mai 2021 in den Deutschschweizer und am 19. August 2021 in den deutschen und österreichischen Kinos.

## Handlung
Vorgeschichte: Die 23-jährige Cassie ist eine vielversprechende Medizinstudentin, deren beste Freundin und Kommilitonin Nina Fisher eines Tages unter Alkoholeinfluss vom Studenten Al Monroe sowie dessen Freunden vergewaltigt wird. Als die im Anschluss durch Nina vorgebrachten Anschuldigungen von der Universität nicht ernst genommen werden und auch eine polizeiliche Ermittlung fallen gelassen wird, bricht Nina das Studium ab. Auch Cassie nimmt sich eine Auszeit, um ihrer besten Freundin zur Seite zu stehen, doch Nina kommt wenig später durch nicht näher beschriebene Umstände zu Tode.
Noch sieben Jahre später wird Cassie weiterhin von starken Schuldgefühlen geplagt. Mittlerweile ist sie wieder bei ihren Eltern eingezogen, hat sich einen schlecht bezahlten Job in einem Coffeeshop gesucht und lebt weitestgehend isoliert. Einmal in der Woche besucht Cassie allerdings verschiedene Clubs und Bars, wo sie einen starken Alkoholeinfluss vortäuscht und sich daraufhin von diese Situation ausnutzenden Männern abschleppen lässt. Wenn die Männer Cassie im Anschluss vergewaltigen wollen, erteilt sie ihnen eine nachhaltige Lektion, mit der solche Taten zukünftig verhindert werden sollen.
Eines Tages erscheint der Kinderarzt Ryan im Coffeeshop, den Cassie einst im Medizinstudium kennenlernte. Ryan erzählt ihr, dass er Kontakt zu vielen ehemaligen Kommilitonen gehalten habe. Außerdem werde Al Monroe bald heiraten. Durch diese Information getriggert entschließt sich Cassie dazu, einen Rachefeldzug gegen die damals Beteiligten zu starten. So macht sie die ehemalige Studentin Madison McPhee, die Ninas Aussagen einst keinen Glauben schenkte, betrunken und lässt sie in dem Glauben, selbst ungewollten Geschlechtsverkehr mit einem Fremden gehabt zu haben. Der Dekanin Elizabeth Walker, die gegenüber Al Monroe einst die Unschuldsvermutung anbrachte, macht Cassie weis, ihre Tochter durchlebe gerade das Gleiche wie Nina einst. Zuletzt möchte Cassie den Anwalt Jordan Green, der als Verteidiger von Al Monroe erfolgreich gegen Nina hetzte, mit körperlicher Gewalt bestrafen. Als Green seine Taten jedoch ernsthaft bereut und um Vergebung bittet, sieht Cassie von ihrem Vorhaben ab. Auch Madison fühlt sich schuldig und übergibt Cassie ein Handyvideo der Vergewaltigung, das sieben Jahre zuvor zur weiteren Demütigung Ninas im Freundeskreis zirkulierte, aber nicht als Beweismittel vorgebracht wurde.
Als sich Cassie das Video ansieht, erkennt sie zu ihrem Entsetzen auch Ryan auf dem Bildmaterial. Zum Kinderarzt hatte sie zuvor nach anfänglichem Zögern eine Beziehung aufgebaut, obwohl er sie eines Abends scheinbar betrunken vor einem Club mit einem fremden Mann erwischte. Das Handyvideo als Druckmittel benutzend – eine Veröffentlichung würde Ryan seinen Job kosten – kann Cassie nun aus Ryan den Veranstaltungsort des Junggesellenabschieds von Al Monroe, eine Waldhütte, erpressen. Sie verkleidet sich daraufhin als Stripperin. Bevor sie die Hütte betritt, entfernt sie die Nummerntafel von ihrem Auto und wirft sie in den Wald. Sie betäubt die anwesenden Männer, fesselt Al mit zwei Handschellen ans Bett und offenbart sich ihm als Freundin von Nina. Sie gibt vor, aus Rache Ninas Namen in seine Haut tätowieren zu wollen. Al kann sich allerdings von einer Handschelle befreien und erstickt Cassie mit einem Kissen. Am nächsten Morgen verbrennt er zusammen mit seinem Freund Joe die Leiche in einiger Entfernung der Hütte.
Cassies Eltern melden ihre Tochter als vermisst. Die Polizei verhört auch Ryan, der froh ist, die Bedrohung durch Cassie los zu sein. Einen möglichen Suizid von Cassie in den Raum stellend, deckt er Al erneut und nimmt an dessen Hochzeit teil. Trotzdem erscheint die Polizei während der Trauung und nimmt Al wegen Mordes an Cassie fest. Wie sich herausstellt, hatte diese ihren Aufenthaltsort sowie das Handyvideo an Jordan Green geschickt, um das Beweismaterial im Falle ihres Verschwindens an die Polizei weiterzuleiten. Diese fand dann auch beim Durchkämmen des Gebietes ihre sterblichen Überreste. Ihrer Chefin vom Coffeeshop hat sie einen Anhänger hinterlegt, mit dessen Hilfe die Identität ihrer Leiche zweifelsfrei ermittelbar wurde. Ryan erhält eine von Cassie im Voraus geschriebene, mit „Cassie und Nina“ unterschriebene Handynachricht „aus dem Jenseits“, dass erst jetzt alles vorbei sei.

## Produktion

### Stab, Besetzung und Dreharbeiten
Das Drehbuch von Emerald Fennell, die auch Regie führte, landete 2018 auf der Blacklist der besten unverfilmten Ideen Hollywoods. Es ist der erste Spielfilm der Engländerin, die bereits als Schauspielerin bekannt ist und als ausführende Produzentin der zweiten Staffel der BBC-America-Serie Killing Eve für zwei Emmy Awards nominiert wurde.
Über die Verwendung christlicher und biblischer Motive sagte Fennell, schon früh habe sie bei der Ideenentwicklung und Figurenzeichnung von Cassie an einen Racheengel gedacht, weil ihre Geschichte die Einfachheit eines Gleichnisses habe oder einer Geschichte aus der Bibel. Auch die anfängliche, fast an eine Kreuzigung erinnernde Szene sei beabsichtigt gewesen. Es gebe für sie keine verletzlichere Pose als die, in der sich Cassie in dieser Szene befindet, so Fennell.
Carey Mulligan ist in der Hauptrolle als Cassie zu sehen. Laverne Cox spielt Cassies Chefin Gail, Bo Burnham ihren früheren Klassenkameraden Ryan. Weitere Rollen wurden mit Alison Brie, Connie Britton, Adam Brody und Jennifer Coolidge besetzt. Die Dreharbeiten fanden in Los Angeles statt, produziert wurde der Film von Margot Robbies Firma LuckyChap Entertainment.

### Filmmusik, Marketing und Veröffentlichung
Die Filmmusik komponierte Anthony B. Willis. Im Oktober 2020 veröffentlichte Capitol Records eine von Donna Missal für den Film aufgenommene Coverversion von Nothing’s Gonna Hurt You Baby von Cigarettes After Sex. Das 16 Musikstücke umfassende Soundtrack-Album sollte ursprünglich im April 2020 von Capitol Records veröffentlicht werden, erschien letztlich aber erst Anfang Dezember 2020. Bis auf die von Anthony B. Willis aufgenommene Coverversion des Britney-Spears-Covers Toxic stammen alle Stücke von Künstlerinnen. Aufnahmen der Filmmusik fanden in der Synchron Stage Vienna statt.
Der erste Trailer wurde im Dezember 2019 vorgestellt. Seine Weltpremiere feierte der Film am 26. Januar 2020 beim Sundance Film Festival. Im Dezember 2020 wurde der Film in den Vereinigten Staaten veröffentlicht. Im Januar 2021 erschien der Film als Video-on-Demand. Am 18. Februar 2021 sollte der Film ursprünglich in die deutschen Kinos kommen. Aufgrund der anhaltenden Einschränkungen durch die Corona-Pandemie wurde der Kinostart zunächst auf den 29. April 2021 sowie zwischenzeitlich auf den 20. Mai 2021 und später auf den 10. Juni 2021 verschoben. Schließlich kam der Film am 19. August 2021 in die deutschen und österreichischen Kinos. In der Schweiz erschien die deutsche Fassung des Films bereits am 13. Mai 2021 in den Kinos.

## Rezeption

### Altersfreigabe
In den USA erhielt der Film von der MPAA ein R-Rating, was einer Freigabe ab 17 Jahren entspricht. In Deutschland wurde der Film von der FSK ab 16 Jahren freigegeben, ebenso in Österreich vom BMUKK. In der Freigabebegründung der FSK heißt es, der Film zeige Alkohol- und Drogenkonsum, sexuell aufgeladenes Verhalten und männlichen Sexismus wie auch Gewaltszenen. Für Jugendliche ab 16 Jahren sei jedoch klar erkennbar, dass all dies im Kontext der gesellschaftskritischen Gesamthandlung steht, und ein Vorbildcharakter entwickele sich in keiner Weise.

### Kritiken
Der Film erhielt bislang überwiegend gute Kritiken und konnte 90 Prozent aller Kritiker bei Rotten Tomatoes mit einer durchschnittlichen Bewertung von 8,1 der möglichen 10 Punkte überzeugen, wobei er immer wieder zusammenfassend als „#MeToo-Rache-Thriller“ beschrieben wurde. Aus dem IndieWire Critics Poll 2020 ging Promising Young Woman als Erstplatzierter unter den besten Erstlingsfilmen des Jahres hervor.

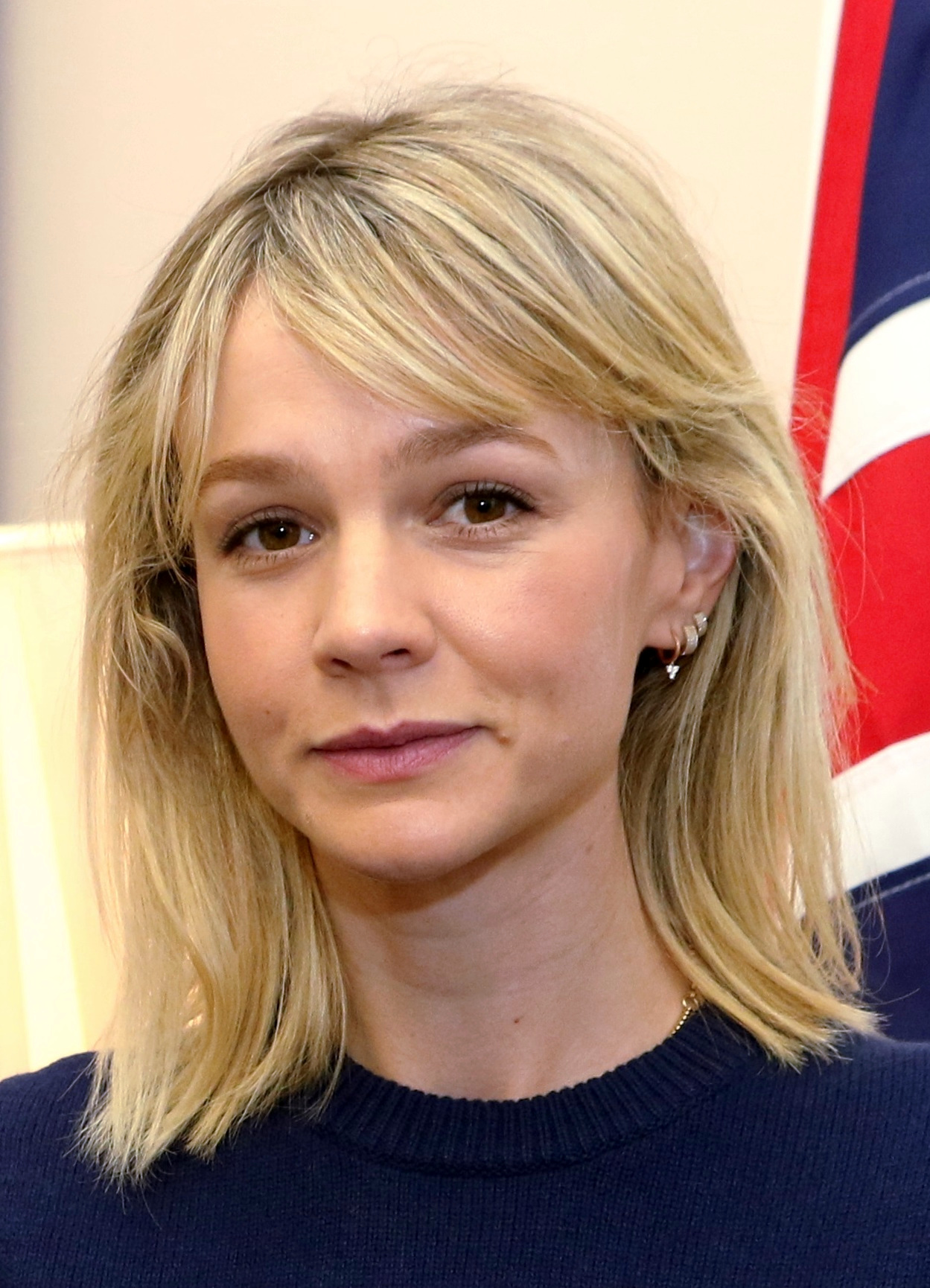
Carey Mulligan spielt in der Hauptrolle Cassie, früher eine „vielversprechende junge Frau“

Benjamin Lee schreibt im Guardian, Carey Mulligan sei in der Rolle von Cassie in fast jeder Szene des Films überzeugend, und ihre Performance mache es unmöglich, den Blick abzuwenden, neugierig darauf, zu wissen, was sie als Nächstes tun wird. Ihr dabei zuzusehen, wie Cassie über diese abscheulichen Männer Macht erlangt, sei ein schwindelerregender Nervenkitzel, und trotz des Themas sei Emerald Fennells Film oft äußerst lustig, auch wenn er manchmal zu sehr ins Karikaturistische abdrifte.
Die Filmkritikerin Antje Wessels schreibt, Mulligan als das Herzstück des Films verleihe der Intention der Filmemacherin mit ihrer moralisch zerrissenen Performance einen ungeheuren Nachdruck, und der Schauspielerin gelinge es von Anfang an, die Wut ob des Ist-Zustands mit ihrer ganz eigenen Form der Rebellion zu kompensieren. Die von ihr gespielte Cassie mutiere jedoch nicht zur klassischen Heldenfigur und sei in ihrer unnahbaren, ihrem Lebensumfeld stets überlegenen Attitüde auch keine klassische Sympathieträgerin, sondern im Gegenteil: „Je weiter Promising Young Woman voranschreitet, desto weniger greifbar wird ihre Figur und greift zu Methoden, die den Rahmen des ,Gleiches mit Gleichem vergelten‘ mit voller Wucht sprengen.“ Zum Vorwurf in den sozialen Netzwerken im Vorfeld der Veröffentlichung, Promising Young Woman sei ein „Männerhasserfilm“, bemerkt Wessels, ganz so einfach sei das nicht, denn dafür sei Fennell in ihren Beobachtungen menschlicher Spleens und Gewohnheiten viel zu genau, und Einzelsituationen wirkten oft eher wie einem Liebesfilm entnommen. So gelte die Hauptanklage in dem stilsicher inszenierten Thriller Promising Young Woman letztlich auch nicht den Männern an sich, sondern der unter anderem von ihnen dahingehend aufgebauten und geordneten Welt, in der sexueller Missbrauch oft nicht so geahndet und verfolgt wird, wie es den Umständen nach angebracht wäre.
Pat Brown vom Slant Magazine schreibt, diese Selbstermächtigungsfantasie einer Frau, die männliche Egos unter Druck setzt, sei stilvoll und unterhaltsam und diene im Film als praktische Sicherheitsluke, um Cassie aus jeder Situation herauszuholen. Dies ermögliche es Fennell aber auch, in Cassies obsessive Missionen sorgfältig orchestrierten Humor einzubringen, statt einfach nur blanken Horror heraufzubeschwören, der eine viel natürlichere Reaktion des Publikums auf deren gefährliches Spiel sein dürfte. Brown bemerkt ein Plakat für den Film Panique von Julien Duvivier, ein Film Noir aus dem Jahr 1946, das in einer Szene im Hintergrund zu sehen ist. Der Hinweis auf diesen Film über eine leicht zu manipulierende Frau enthalte das glaubhafte Statement, dass Duviviers Hochkulturfetischismus tief mit seiner Frauenfeindlichkeit verwoben gewesen sei. Auch wenn sich männliche Zuschauer von Promising Young Woman in einigen der vielen gezeigten Drecksäcke wiedererkennen, sei dies zweifellos beabsichtigt.
Björn Schneider, Filmkorrespondent der Gilde deutscher Filmkunsttheater, schreibt, auch wenn die Hauptfigur höchst ambivalent sei, könne man sich an Cassies Vendetta zunächst nicht satt sehen, so herrlich komisch und abgedreht sei mitunter die Art und Weise, wie sie die Männer in ihren Wohnungen auflaufen lässt. Carey Mulligan spiele glaubhaft und vermittle ihre innere Zerrissenheit gekonnt und ausgewogen. Auf Dauer ermüdeten jedoch die ständigen Racheaktionen, die oftmals sehr ähnlich ablaufen. Ein Genuss seien die bonbonfarbene Optik, das sich in Pink, Plüsch und Kitsch suhlende Produktionsdesign sowie der poppig-eingängige Soundtrack, so Schneider weiter: „Das alles ergänzt sich wunderbar und passt zur expressiven, exzentrischen Gesamtwirkung: von den bittersüßen, überkandidelten Songs […] über die markant-leuchtenden Farben von Cassies Fingernägeln und den grellen Ambiente-Lichtern der Nachtclubs bis hin zu den schrillen Kostümen.“
Auch in den größten deutschen Pressemedien sehen die Kritikerinnen wie Hannah Pilarczyk im Spiegel oder Maria Wiesner in der FAZ einen gelungenen, weil nicht den normalen Klischees entsprechenden Rape-and-Revenge-Film, welcher dadurch die Verharmlosung von Sexismus und Vergewaltigung erfolgreich thematisiert. Als reales Beispiel wird dabei in einigen Rezensionen der Fall Brett Kavanaugh zitiert. Elisa Britzelmeier findet in der Süddeutschen Zeitung zwar das Filmende schwach, aber den Blick auf die Opfer von Sexismus, welche sie auch in der Musikauswahl mit Britney Spears und Paris Hilton sieht, sehr gelungen. Marie-Luise Goldmann ist dagegen in ihrem Welt-Artikel auch vom unvorhergesehenen Ende begeistert und bezeichnet die Rachekomödie als meisterhaft. In der Zeit sieht auch Lili Hering viel Positives, hätte sich aber eine komplexere Darstellung in der Persönlichkeit der Hauptfigur gewünscht, welche nicht nur durch Rache geprägt ist. Auch im Filmdienst sieht Sofia Glasl in dem Film einen wichtigen und notwendigen Beitrag gegen die strukturierte Gewalt gegen Frauen, welchen Tim Lindemann in epd Film in der Umsetzung sehr konstruiert und oberlehrerhaft wahrnimmt.

### Einspielergebnis
Die Veröffentlichung des Films und die Besucherzahlen waren durch die Covid-Pandemie beeinflusst. So wurde die Veröffentlichung in Deutschland immer wieder bis auf den 19. August 2021 verschoben. Der Film konnte sich in der ersten Woche mit 24.000 Besuchern unter den Top-10 der Kino-Charts platzieren und erreichte in den Arthouse-Charts der Programmkinos den zweiten Rang. Weltweit spielte der Film ca. 17 Millionen US-Dollar ein, wobei Einnahmen von mehr als 1 Million US-Dollar in den Vereinigten Staaten, Australien und Spanien erzielt werden konnten (Deutschland: ca. 380.000). In den USA kam der Film zum Weihnachtswochenende 2020 in die Kinos und ist mit seiner Gesamteinspielsumme von 6,7 Mio. US-Dollar auf Rang 38 dieses Veröffentlichungsjahres notiert.

### Auszeichnungen (Auswahl)
Der Film befand sich in der Vorauswahl für die British Academy Film Awards 2021 und den Europäischen Filmpreis 2021. Im Folgenden eine Auswahl weiterer Auszeichnungen und Nominierungen.
AACTA International Awards 2021
- Auszeichnung als Bester Film
- Auszeichnung als Beste Hauptdarstellerin (Carey Mulligan)
- Nominierung für die Beste Regie (Emerald Fennell)
- Nominierung für das Beste Drehbuch (Emerald Fennell)[40][41]

Alliance of Women Film Journalists Awards 2020
- Nominierung als Bester Film
- Nominierung für die Beste Regie (Emerald Fennell)
- Auszeichnung als Beste Regisseurin (Emerald Fennell)
- Nominierung als Beste Schauspielerin (Carey Mulligan)
- Auszeichnung für das Beste Originaldrehbuch (Emerald Fennell)
- Nominierung als Beste Drehbuchautorin (Emerald Fennell)[42][43]

Art Directors Guild Awards 2021
- Nominierung in der Kategorie Contemporary Film (Michael T. Perry)[44]

Artios Awards 2021
- Nominierung in der Kategorie Independent-Film – Drama[45]

British Academy Film Awards 2021
- Nominierung als Bester Film
- Auszeichnung als Bester britischer Film
- Auszeichnung für das Beste Originaldrehbuch (Emerald Fennell)
- Nominierung für die Beste Filmmusik (Anthony Willis)
- Nominierung für das Beste Casting
- Nominierung für den Besten Schnitt (Frédéric Thoraval)[46][47]

Chicago Film Critics Association Awards 2020
- Auszeichnung als Vielversprechendster Filmemacher (Emerald Fennell)
- Nominierung als Bester Film
- Nominierung für die Beste Regie (Emerald Fennell)
- Nominierung als Beste Hauptdarstellerin (Carey Mulligan)
- Nominierung für das Beste Originaldrehbuch (Emerald Fennell)[48][49]

Critics’ Choice Movie Awards 2021
- Auszeichnung für das Beste Originaldrehbuch (Emerald Fennell)
- Auszeichnung als Beste Hauptdarstellerin (Carey Mulligan)
- Nominierung als Bester Film
- Nominierung für die Beste Regie (Emerald Fennell)
- Nominierung für das Beste Kostümdesign (Nancy Steiner)
- Nominierung für die Besten Frisuren und das beste Make-up

Directors Guild of America Awards 2021
- Nominierung für die Beste Spielfilmregie (Emerald Fennell)[50]

Eddie Awards 2021
- Nominierung für den Besten Schnitt in einer Filmkomödie (Frédéric Thoraval)[51]

Europäischer Filmpreis 2021
- Auszeichnung als Europäische Entdeckung – FIPRESCI-Preis (Emerald Fennell)
- Nominierung als Beste Darstellerin (Carey Mulligan)[52]

Florida Film Critics Circle Awards 2020
- Auszeichnung als Bester Debütfilm
- Runner-Up als Beste Schauspielerin (Carey Mulligan)
- Nominierung für das Beste Drehbuch (Emerald Fennell)[53][54]

Golden Globe Awards 2021
- Nominierung als Bester Film
- Nominierung für die Beste Regie (Emerald Fennell)
- Nominierung für das Beste Filmdrehbuch (Emerald Fennell)
- Nominierung als Beste Hauptdarstellerin (Carey Mulligan)[55]

Independent Spirit Awards 2021
- Nominierung für die Beste Regie (Emerald Fennell)
- Auszeichnung als Beste Hauptdarstellerin (Carey Mulligan)
- Auszeichnung für das Beste Drehbuch[56][57]

London Critics’ Circle Film Awards 2021
- Nominierung als Bester Film
- Nominierung als Beste Hauptdarstellerin (Carey Mulligan)
- Nominierung als Beste britische Darstellerin (Carey Mulligan, auch für Die Ausgrabung)
- Nominierung für die Beste britische Nachwuchsregie (Emerald Fennell)[58]

Los Angeles Film Critics Association Awards 2020
- Auszeichnung für das Beste Drehbuch (Emerald Fennell)
- Auszeichnung als Beste Hauptdarstellerin (Carey Mulligan)[59]

Make-Up Artists and Hair Stylists Guild Awards 2021
- Nominierung für das Beste zeitgenössische Make-up (Angela Wells, Brigitte Hennech & Adam Christopher)
- Nominierung für die Besten zeitgenössischen Frisuren (Daniel Curet, Bryson Conley & Lee Ann Brittenham)[60]

MTV Movie & TV Awards 2021
- Nominierung als Bester Film
- Nominierung für die Beste Schauspielleistung in einem Film (Carey Mulligan)[61]

National Board of Review Awards 2021
- Auszeichnung als Beste Hauptdarstellerin (Carey Mulligan)
- Aufnahme in die Top 10[62]

Online Film Critics Society Awards 2021
- Auszeichnung für das Beste Originaldrehbuch (Emerald Fennell)
- Auszeichnung als Bester Debütfilm (Emerald Fennell)
- Nominierung als Bester Film
- Nominierung als Beste Hauptdarstellerin (Carey Mulligan)
- Nominierung für die Beste Regie (Emerald Fennell)[63]

Oscarverleihung 2021
- Nominierung als Bester Film (Ben Browning, Emerald Fennell, Josey McNamara und Ashley Fox)
- Nominierung für die Beste Regie (Emerald Fennell)
- Auszeichnung für das Beste Originaldrehbuch (Emerald Fennell)
- Nominierung als Beste Hauptdarstellerin (Carey Mulligan)
- Nominierung für den Besten Schnitt (Frédéric Thoraval)

Palm Springs International Film Festival 2021
- Auszeichnung als Schauspielerin 2021 mit dem International Star Award (Carey Mulligan)[64]

Producers Guild of America Awards 2021
- Nominierung als Bester Kinofilm (Josey McNamara, Ben Browning, Ashley Fox und Emerald Fennell)[65]

Satellite Awards 2020
- Auszeichnung mit dem „Auteur Award“ (Emerald Fennell)
- Auszeichnung für das Beste Originaldrehbuch (Emerald Fennell)
- Nominierung als Bester Film – Drama
- Nominierung als Beste Hauptdarstellerin – Drama (Carey Mulligan)

Screen Actors Guild Awards 2021
- Nominierung als Beste Hauptdarstellerin (Carey Mulligan)

Sunset Film Circle Awards 2020
- Auszeichnung als Bester Film
- Auszeichnung als Beste Schauspielerin (Carey Mulligan)
- Auszeichnung „Director to Watch“ (Emerald Fennell)
- Zweitplatzierter in der Kategorie Bestes Drehbuch (Emerald Fennell)[66]

World Soundtrack Awards 2021
- Nominierung in der Kategorie „Discovery of the Year“ (Anthony Willis)[67]

Writers Guild of America Awards 2021
- Auszeichnung für das Beste Originaldrehbuch (Emerald Fennell)[68]

## Synchronisation
Die deutsche Synchronisation entstand nach einem Dialogbuch von Michael Schlimgen und der Dialogregie von Susanna Bonaséwicz im Auftrag der RC Production Kunze & Wunder GmbH & Co. KG in Berlin.
| Darsteller               | Synchronsprecher   | Rolle               |
| ------------------------ | ------------------ | ------------------- |
| Carey Mulligan           | Maria Koschny      | Cassandra Thomas    |
| Bo Burnham               | Florian Clyde      | Ryan                |
| Laverne Cox              | Katrin Zimmermann  | Gail                |
| Clancy Brown             | Oliver Stritzel    | Stanley Thomas      |
| Jennifer Coolidge        | Ulrike Möckel      | Susan               |
| Alison Brie              | Rubina Nath        | Madison             |
| Christopher Mintz-Plasse | Hannes Maurer      | Neil                |
| Molly Shannon            | Claudia Kleiber    | Mrs. Fisher         |
| Chris Lowell             | Konrad Bösherz     | Al                  |
| Francisca Estevez        | Amelie Plaas-Link  | Amber               |
| Connie Britton           | Susanne von Medvey | Dean Walker         |
| Steve Monroe             | Michael Iwannek    | Det. Lincoln Walker |
| Adam Brody               | Jannik Endemann    | Jez                 |
| Max Greenfield           | Robin Kahnmeyer    | Joe                 |
| Alfred Molina            | Jörg Hengstler     | Jordan              |
| Angela Zhou              | Eva Thärichen      | Todd                |

1. ↑  Nach Kritik an der männlichen Besetzung Arne Stephans wurde die Rolle vor Start neu besetzt.